# Barneo

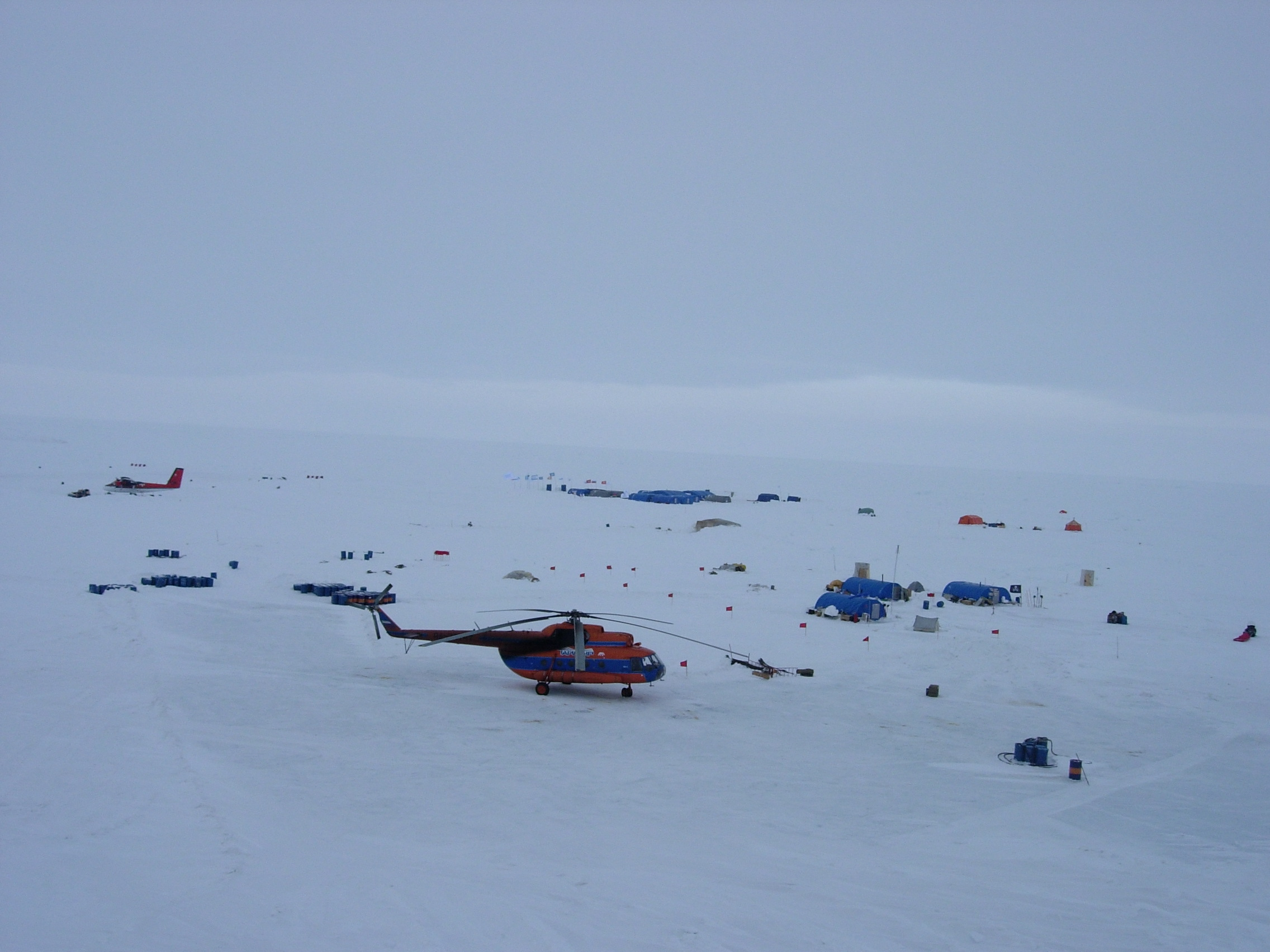
Základna Barneo

Barneo (rusky Барнео) je sezónní tábořiště, které od roku 2002 každoročně buduje Ruská zeměpisná společnost na zamrzlém povrchu Severního ledového oceánu mezi Špicberky a severním pólem nedaleko 89. rovnoběžky. Cestovatel Petr Horký ji popisuje: „Stanice Barneo je tak trochu zázrak. Nějaký Hemingway Severu by možná řekl, že je to pohyblivý svátek Arktidy, jelikož základna se v oceánu neustále hýbe, driftuje. Barneo se staví jednou ročně na měsíc až na šest týdnů kvůli vědeckému výzkumu a pro zajištění polárních výprav.“
Stanice se buduje každý rok znova a na jiném místě. V dubnu, když skončí polární noc, se na základě satelitních snímků vybere místo s nejpevnější vrstvou ledu, kam se ze sibiřského města Chatanga letecky dopraví veškeré vybavení. Vznikne stanové městečko se zhruba stovkou obyvatel, odkud komerční turisté vyrážejí na pól, zaměstnanci Oceánologického ústavu Ruské akademie věd zde provádějí různá měření. Barneo je evakuováno v květnu, kdy led roztaje natolik, že se pobyt na něm stává nebezpečným.
Barneo je nejseverněji položeným místem, kde přebývají lidé,[zdroj?] kvůli nestálé poloze a pouze nárazovému obydlení se však neřadí mezi nejsevernější osady světa.